# Klimsenhorn
Klimsenhorn är ett berg i Schweiz.   Det ligger i distriktet Nidwalden och kantonen Nidwalden, i den centrala delen av landet, 60 km öster om huvudstaden Bern. Toppen på Klimsenhorn är 1 907 meter över havet, eller 50 meter över den omgivande terrängen. Bredden vid basen är 0,06 km. Klimsenhorn ingår i Pilatus.
Terrängen runt Klimsenhorn är kuperad norrut, men söderut är den bergig. Runt Klimsenhorn är det tätbefolkat, med 297 invånare per kvadratkilometer.. Närmaste större samhälle är Luzern, 8,6 km nordost om Klimsenhorn. 